# Pierre Latour
Pierre Latour   (Rumans d'Isèra, 12 d'octubre de 1993) és un ciclista francès, professional des del 2015, actualment a l'equip Team TotalEnergies. En el seu palmarès destaca una victòria al Tour de l'Ain del 2015, i sobretot l'etapa a la Volta a Espanya de 2016 amb final al cim d'Aitana.

## Palmarès
- 2011
  - 1r a la Clàssica dels Alps júnior
  - Vencedor d'una etapa del Rothaus Regio-Tour
- 2013
  - 1r a la cursa en línia dels Jocs de la Francofonia
- 2014
  - 1r al Gran Premi de Saint-Lyé
  - 1r al Gran Premi de Cours-la-Ville
  - 1r al Circuit de Viaduc
- 2015
  - Vencedor d'una etapa al Tour de l'Ain i vencedor de la classificació dels joves
  - Vencedor de la classificació dels joves de la Ruta del Sud
- 2016
  - Vencedor d'una etapa a la Volta a Espanya
- 2017
  -  Campió de França de contrarellotge
- 2018
  -  Campió de França de contrarellotge
  -  1r de la Classificació dels joves del Tour de França
- 2021
  - Vencedor d'una etapa a la Volta a Astúries
- 2024
  - Vencedor d'una etapa al Tour de Ruanda
- 2025
  - Vencedor d'etapa a la Boucles de la Mayenne

### Resultats a la Volta a Espanya
- 2016. 28è de la classificació general. Vencedor d'una etapa
- 2019. 35è de la classificació general
- 2023. No surt (8a etapa)

### Resultats al Tour de França
- 2017. 29è de la classificació general
- 2018. 13è de la classificació general
- 2020. Abandona (14a etapa)
- 2021. 47è de la classificació general
- 2022. 57è de la classificació general
- 2023. 75è de la classificació general